# Matoma
Matoma, artiestennaam van Tom Stræte Lagergren is een Noors dj.

## Biografie
Matoma werd bekend in 2015 met zijn remix van Old Thing Back van The Notorious B.I.G.. In 2016 scoorde hij met Becky Hill de hit False Alarm.
In 2021 en 2022 was hij te zien als coach bij The Voice - Norges beste stemme, de Noorse versie van The Voice.
Begin 2024 deed Matoma mee aan het tv-programma Hver gang vi møtes, de Noorse variant van Beste Zangers.

## Discografie
| Single met eventuele hitnotering(en) in de Nederlandse Top 40 | Datum van verschijnen | Datum van binnenkomst | Hoogste positie | Aantal weken | Opmerkingen                         |
| ------------------------------------------------------------- | --------------------- | --------------------- | --------------- | ------------ | ----------------------------------- |
| Try Me                                                        | 2015                  | 07-11-2015            | tip7            | -            | met Jason Derülo en Jennifer Lopez  |
| False Alarm                                                   | 2016                  | 06-08-2016            | tip19           | -            | met Becky Hill                      |
| All Night                                                     | 2017                  | 11-02-2017            | tip7            | -            | met The Vamps                       |
| Easy to Love                                                  | 2023                  | 07-01-2023            | tip30*          | -            | met Armin van Buuren en Teddy Swims |

| Single met hitnotering(en) in de Vlaamse Ultratop 50 | Datum van verschijnen | Datum van binnenkomst | Hoogste positie | Aantal weken | Opmerkingen              |
| ---------------------------------------------------- | --------------------- | --------------------- | --------------- | ------------ | ------------------------ |
| Old Thing Back                                       | 2015                  | 30-05-2015            | tip14           |              | met The Notorious B.I.G. |
| False Alarm                                          | 2016                  | 10-09-2016            | tip22           |              | met Becky Hill           |
| Running Out                                          | 2016                  | 2016                  |                 |              |                          |

- International Standard Name Identifier: 0000 0004 5114 0599
- Library of Congress Control Number: no2015092492
- MusicBrainz: 0cde42f7-751c-4fac-a1d3-627392e5bc82
- Virtual International Authority File: 316795223
- WorldCat: E39PBJycKHGhqt8c3DtdbBfwmd